# Sevdalin Minčev
Sevdalin Minčev Angelov (in bulgaro Севдалин Минчев Ангелов?; Gorna Orjahovica, 25 luglio 1974) è un ex sollevatore bulgaro, medagliato olimpico e mondiale che ha partecipato a quattro edizioni dei Giochi Olimpici dal 1992 al 2004.

## Biografia
Ha iniziato la sua carriera di sollevatore a livello internazionale all'età di 16 anni, partecipando ai campionati europei tenutisi a Władysławowo nel mese di maggio del 1991 e vincendo la medaglia d'argento nei pesi mosca (fino a 52 kg.). Nello stesso anno, nel mese di settembre, partecipò ai campionati mondiali di Donaueschingen vincendo un'altra medaglia d'argento.
Nel 1992 vinse la medaglia d'oro ai campionati europei di Szekszárd e fu convocato alle successive Olimpiadi di Barcellona 1992, durante le quali, però, non riuscì a ottenere alcun risultato valido ai fini della classifica.
L'anno successivo vinse la medaglia d'argento ai campionati europei di Sofia nei pesi mosca (fino a 54 kg.). La stessa medaglia la ottenne nel 1994 ai campionati europei di Sokolov, dopo i quali, nello stesso anno, partecipò ai campionati mondiali di Istanbul, vincendo la medaglia di bronzo.
Nel 1995 decise di fare il salto di categoria nei pesi gallo (fino a 59 kg.), partecipando ai campionati europei di Varsavia e vincendo la medaglia d'argento.
Nel 1996 Minčev, dopo aver vinto un'altra medaglia d'argento ai campionati europei di Stavanger nella stessa categoria, decise di rientrare in quella dei pesi mosca e si qualificò per le Olimpiadi di Atlanta 1996, vincendo la medaglia di bronzo dietro il turco Halil Mutlu e il cinese Zhang Xiangsen, la quale resterà l'unica medaglia olimpica di tutta la sua lunga carriera.
L'anno successivo restò inizialmente nei pesi mosca, partecipando ai campionati europei di Rijeka e vincendo la sua sesta medaglia d'argento, per poi rifare il salto nei pesi gallo, presentandosi ai campionati mondiali di Chiang Mai dello stesso anno e vincendo la medaglia di bronzo.
Nel 1998 Minčev fece un ulteriore salto di categoria nei pesi piuma (fino a 62 kg.), partecipando ai campionati mondiali di Lahti e vincendo la medaglia di bronzo.
Nella stessa categoria nel 1999 vinse la medaglia d'oro ai campionati europei di La Coruña e la medaglia di bronzo ai campionati mondiali di Atene. Fu questa la sua ultima medaglia a livello mondiale.
L'anno successivo partecipò dapprima ai campionati europei di Sofia, vincendo l'ennesima medaglia d'argento, poi fu convocato alle Olimpiadi di Sydney 2000.
Nella categoria dei 62 kg. Minčev totalizzò 317,5 kg., piazzandosi al terzo posto finale e ottenendo la medaglia di bronzo. Successivamente risultò positivo al controllo antidoping e fu privato della sua medaglia, venendo squalificato insieme ad altri sollevatori della nazionale bulgara.
Fu questo uno dei più grossi scandali di doping nel sollevamento pesi nella storia dei Giochi olimpici, che coinvolse, oltre a Minčev, anche i connazionali Izabela Dragneva, medaglia d'oro nei 48 kg. e Ivan Ivanov, medaglia d'argento nei 56 kg. e campione olimpico quattro anni prima. I tre atleti bulgari furono trovati tutti positivi alla stessa sostanza vietata, il furosemide.
In seguito a questo scandalo, Minčev fu squalificato per alcuni anni dalle competizioni, ritornando comunque a gareggiare nella categoria dei pesi piuma e vincendo la medaglia d'oro ai campionati europei di Kiev del 2004. Si qualificò alle Olimpiadi di Atene dello stesso anno ma, come a Barcellona 1992, non riuscì ad ottenere alcun risultato utile ai fini della classifica, fallendo tre tentativi a 170 kg. nello slancio.
Nel 2005 vinse la sua quarta medaglia d'oro ai campionati europei di Sofia, a seguito della squalifica di Halil Mutlu per uso di doping, e partecipò ai suoi ultimi campionati mondiali, disputatisi a Doha, terminando al quarto posto.
L'anno successivo prese parte per l'ultima volta ai campionati europei, che si disputarono a  Władysławowo, ottenendo il quarto posto finale.
Minčev stabilì durante la sua carriera due record mondiali nello strappo.